# Nitokris II
Hem neteramon Netikeret, più nota come Nitokris II (VI secolo a.C.), è stata l'ultima delle Divine Spose di Amon a Tebe, al termine della XXVI dinastia egizia.
Figlia di Amasis della XXVI dinastia, venne posta sul trono di Tebe tramite d'adozione da parte di Ankhnesneferibra. L'invasione persiana mise fine, forse nello stesso anno della sua incoronazione, al potere politico di Nitokris II, abolendo la prestigiosa carica di Divina Sposa di Amon.